# Lyre
Pour les articles homonymes, voir Lyre (homonymie).
Ne doit pas être confondu avec Lyra (instrument).

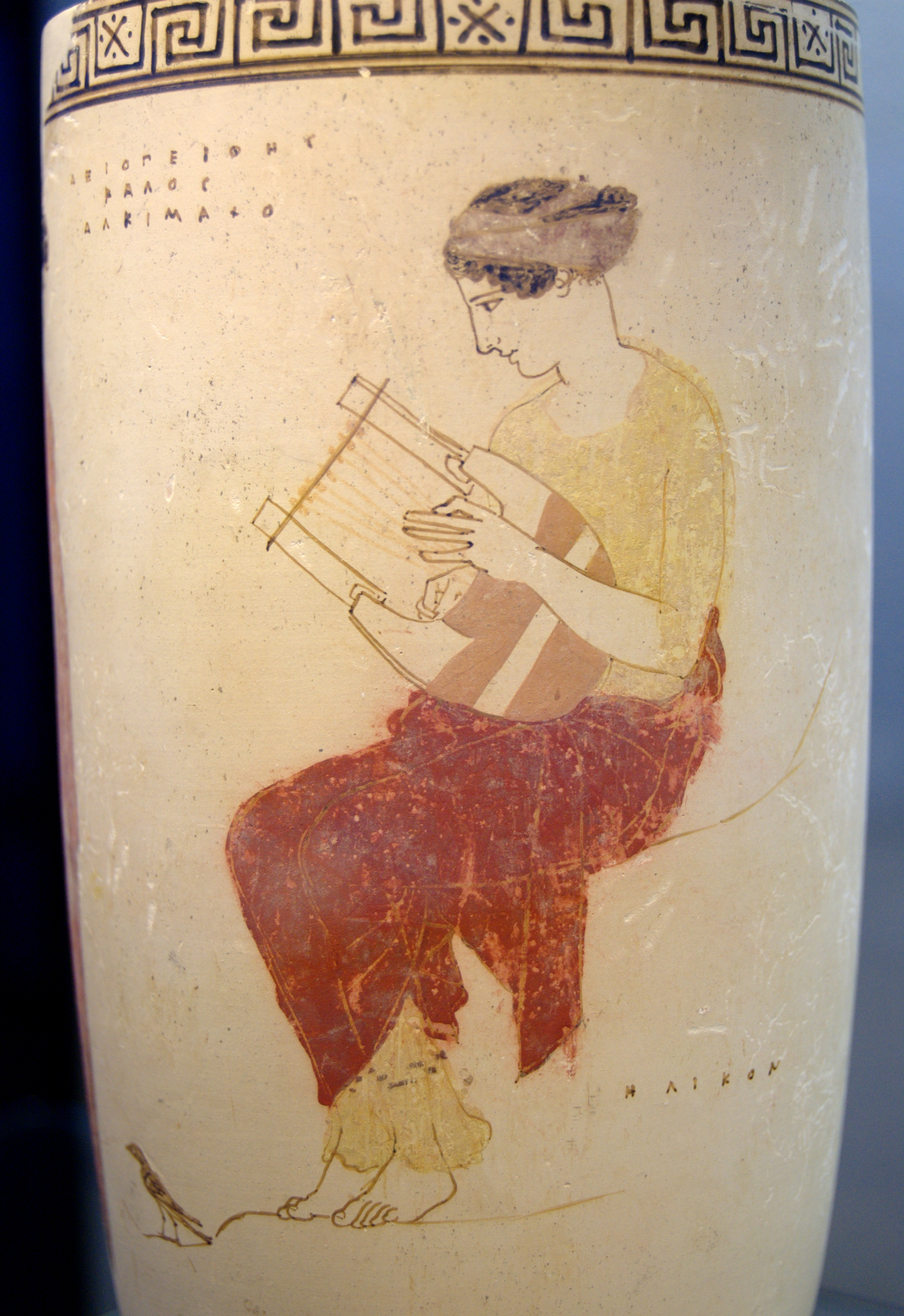
Lécythe représentant une Muse jouant de la cithare-berceau, staatliche antikensammlungen Munich v. 430 av. J.-C.

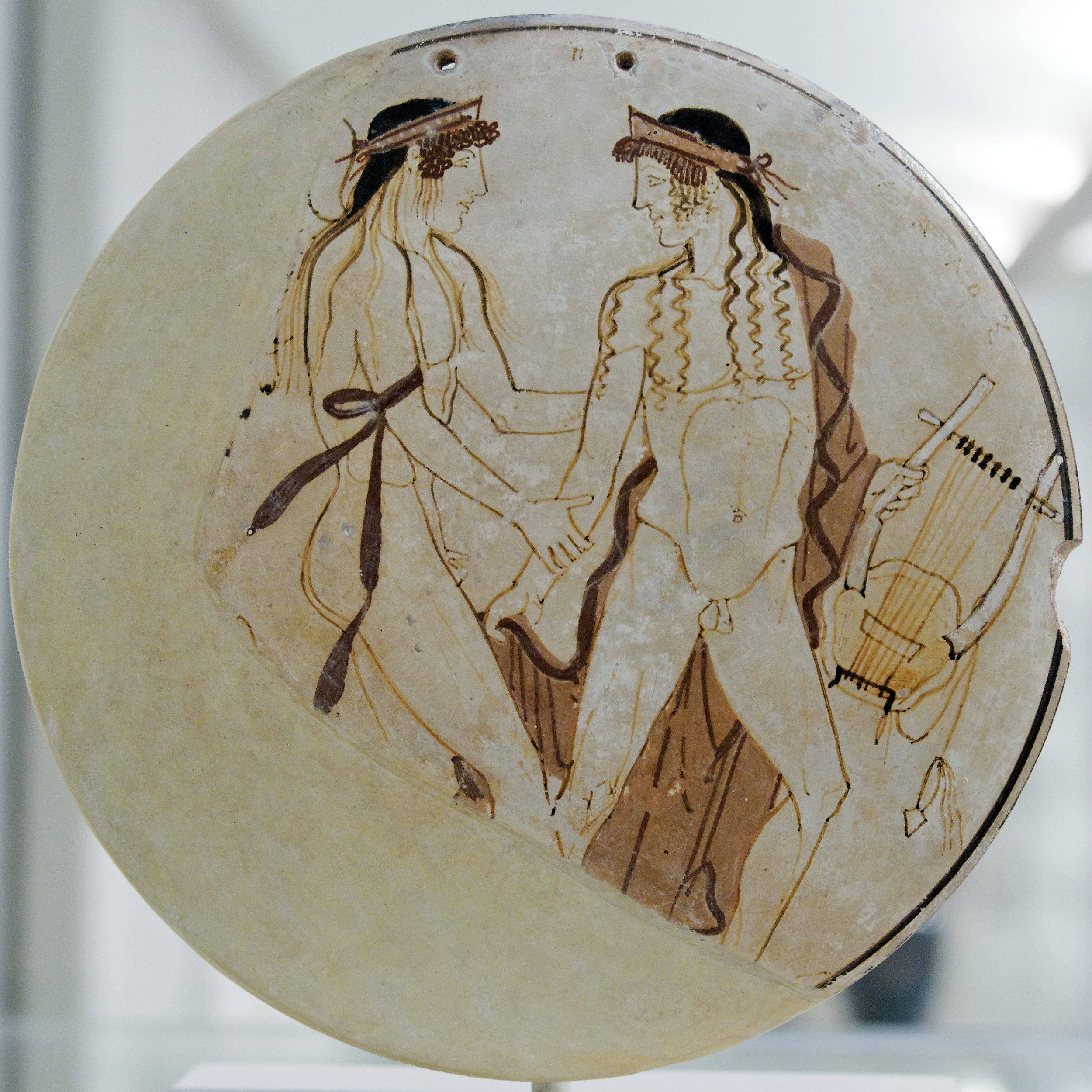
Terre cuite représentant Eros et un jeune homme tenant une lyre, Metropolitan Museum of Art ;450 av. J.-C.

La lyre (grec ancien : λύρα) est l'un des instruments à cordes pincées dont les cordes sont parallèles à la table d'harmonie et dont la caisse de résonance ne se prolonge pas par un manche ; une structure similaire à celle de la harpe accueille la fixation des cordes. C'est sa position (parallèle à la caisse de résonance) qui la différencie de la harpe.
La lyre était populaire dans les civilisations antiques. Les représentations qui nous sont parvenues ont les formes les plus variées. La caractéristique principale est la caisse de résonance qui est étroite, ce qui rend l'instrument facile à transporter. Le nombre de cordes, limité de 5 à 8, réduisait l'instrument à un rôle d'accompagnement du chant. Aussi, ses nombreuses représentations médiévales sont beaucoup plus des allégories que le témoignage d'une réelle utilisation, du moins après le Xe siècle. Son utilisation s'est poursuivie en Europe du Nord, au moins jusqu'au XIVe siècle et en Afrique jusqu'à nos jours.
Selon la mythologie grecque, le jeune dieu Hermès, fils de Zeus et messager des dieux créa la lyre à partir d'une grande carapace de tortue qu'il perça pour y fixer des roseaux d'où partaient sept cordes en boyaux de vaches ; l'ensemble était recouvert d'une peau de bœuf et se jouait avec un plectre. Hermès céda ensuite sa lyre à Apollon,.
La lyre est l'attribut d'Hermès, son inventeur, d'Apollon musagète, d'Orphée, d'Érato, muse de la poésie lyrique et par extension du poète lyrique.
La lyre est aussi en général en France un symbole de la chanson et la poésie. Illustrant ce phénomène, Marc Fournier écrit en 1845, parlant des goguettes, qui sont des sociétés chantantes : « elles ont des insignes, des drapeaux et des devises ; elles ont des lyres avec des marottes en sautoirs»... Une goguette parisienne s'appelle Les Enfants de la Lyre.

## Lyre antique des Grecs

### Présentation

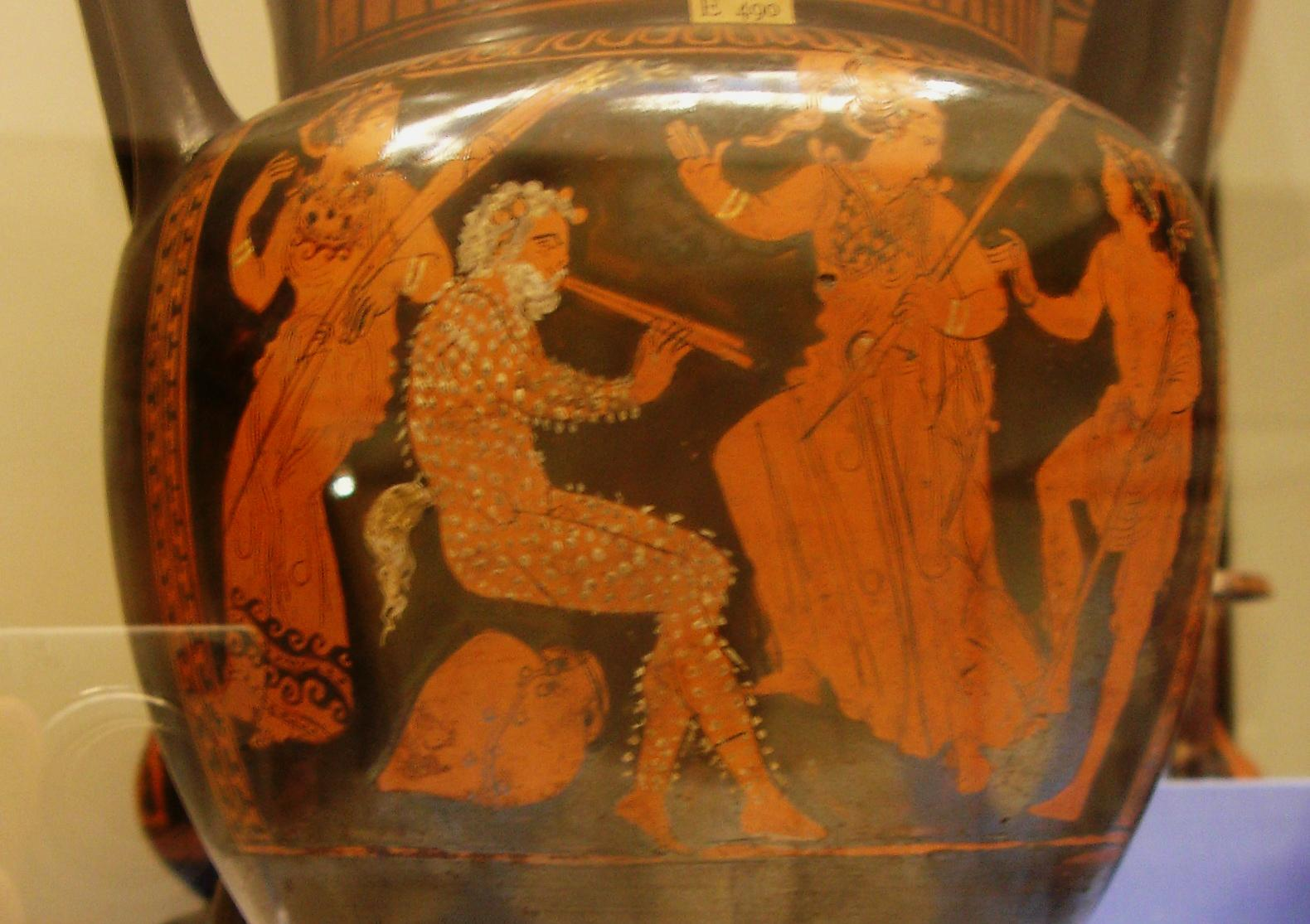
cratère représentant Marsyas jouant du aulos, Athéna et Apollon sont à sa droite. British Museum ;410 av. J.-C.

Dans l'Antiquité grecque, la famille des cordes (en grec ἔντατα, καθαπτά ou κρουόμενα) jouit déjà de la plus grande considération et c'est encore le cas aujourd'hui dans le monde occidental avec le violon, le piano et la guitare. Les mythes d'Apollon et Marsyas ou d'Athéna symbolisent cette différence. La lyre λύρα est vue par les Grecs comme un instrument national et éthique. La lyre peut être confondue avec la cithare κιθάρα, la « phorminx » φόρμιγξ ou le « barbitos » βάρϐιτος (autres instruments à cordes proches de la lyre). Un joueur de lyre s'appelle « lyrode » λυραοιδός ou λυρῳδός.
Aujourd'hui la lyre n'est pas représentée dans les orchestres modernes, pourtant son nom apparaît souvent (on parle de drame lyrique, par exemple, pour l'opéra).
La lyre n'a pas de manche, comme la guitare, dans le prolongement de sa caisse de résonance, mais deux bras flanqués de part et d'autre. La lyre fait partie de la famille de la harpe : les cordes sont verticales, elles se pincent à vide et ne produisent qu'un son unique. À la différence de la harpe, la lyre a des cordes d'égales longueurs qui forment un léger rayonnement. C'est la tension et la grosseur de la corde qui permet les différentes intonations. Contrairement à la harpe, les cordes sont aussi parallèles aux deux montants.
On peut entendre la lyre sur le site de la villa-musée Kérylos et sur celui de
Terpandros.

### L'invention légendaire de la lyre

#### Le mythe de la naissance d'Hermès
L'invention de la lyre fait partie du mythe de la naissance du dieu Hermès. On le trouve dans les Hymnes homériques (à Hermès). Son frère Apollon discutait avec Hyménaos, alors qu'il était chargé de garder le troupeau d'Admète. Le petit Hermès, à peine né, en profita, afin de jouer un tour à son frère, pour voler une partie des vaches. Pour camoufler son vol, le jeune voleur attacha des branches aux queues de ces animaux qui effacèrent leurs traces. C'est ainsi qu'il les emmena à travers la Grèce. Finalement, il sacrifia deux génisses pour les dieux. Il rentra ensuite dans sa grotte natale, où il trouva une tortue :
Extraits des Hymnes homériques : à Hermès.

« Il [Hermès] rencontra une tortue et s'en empara. Elle était à l'entrée de la grotte, se traînant à pas lents et paissant les fleurs de la prairie (...) Hermès dit : « Salut aimable produit de la nature, toi qui peux devenir un instrument mélodieux, âme de la danse, compagne des festins, tu me combles de joie en m'apparaissant ; tortue qui vis sur les montagnes, charmant joujou, écaille bigarrée, d'où viens-tu ? (...) Je ne te mépriserai pas, tu seras l'origine de ma fortune (...) Si tu meurs, tu rendras des sons harmonieux. (...) » Il arracha ainsi la vie de la tortue des montagnes. »

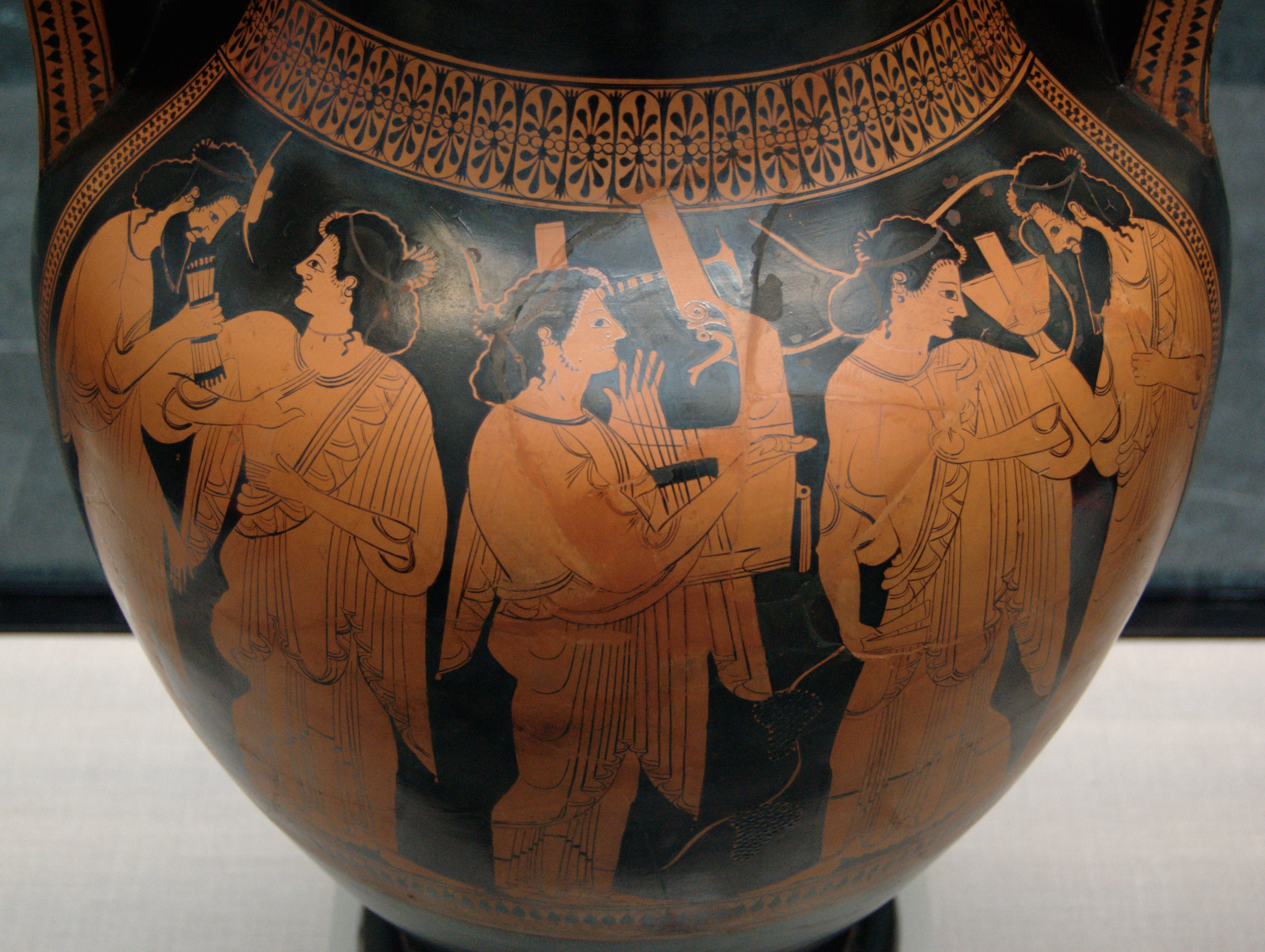
Amphore représentant une assemblée des dieux, Apollon jouant de la cithare (au centre) et Hermès à gauche, Staatliche Antikensammlungen ;500 av. J.-C.

Hermès utilisa la carapace de la tortue comme caisse de résonance à sa lyre. Ensuite il continue avec divers matériaux naturels : 

« Hermès accomplit cette œuvre avec la rapidité de la parole. Il coupe des roseaux de bonne taille et leur fait traverser le dos de la tortue à l'écaille de pierre. Tout autour, il tend avec habileté, une peau de bœuf. Il y adapte un manche, sur lequel il enfonce des chevilles. Puis il y joint 7 cordes harmonieuses de boyaux de brebis. »

Hermès n'inventa pas que la lyre, il inventa aussi les chansons joyeuses accompagnées de la lyre et le plectre pour en jouer : 

« L'ouvrage terminé, il (Hermès) soulève l'instrument délicieux, il le frappe en cadence avec le plectre, et sa main lui fait rendre un son retentissant. Alors le dieu chante en improvisant des vers harmonieux, et comme les gens dans les festins, il s'abandonne à de joyeux propos, de même il redit les conversations amoureuses de Zeus et la belle Maïa sa mère. Il célèbre sa naissance illustre, il chante les compagnons de la nymphe, ses riches demeures, les trépieds et les somptueux bassins qui se trouvent dans la grotte ; mais d'autres pensées agitent son esprit tandis qu'il chante. Il dépose la lyre harmonieuse dans le berceau sacré. »

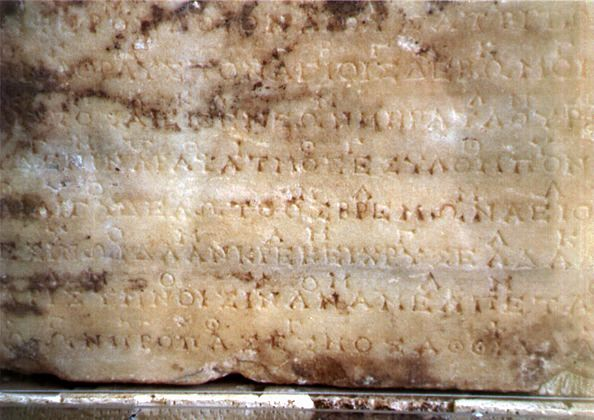
lithographie du Trésor des Athéniens surmontée d'une écriture musicale. Musée de Delphes ;-130 av. J.-C. Hymne à Apollon de Delphes Delphic Hymns

Apollon se rend chez Maïa et demande où sont ses génisses, en menaçant Hermès de l'envoyer dans le Tartare. Mais le voleur est aussi un menteur. Sur l'Olympe, Zeus demande à Hermès de montrer l'endroit où se cache le troupeau. Alors Hermès sort sa lyre devant Apollon : 

« De sa main gauche prenant sa lyre, il (Hermès) frappe en mesure les cordes avec le plectre. Sous ses doigts, l'instrument rend un son retentissant. Le brillant Apollon sourit de plaisir, les divins accents pénètrent son âme et remplissent son cœur d'une vive émotion. Le fils de Maïa, ainsi rassuré, fait résonner sa lyre mélodieuse. Assis près d'Apollon, il joint ses chants aux accents de sa lyre ; sa voix est douce et harmonieuse, il célèbre la naissance des dieux (...) d'abord il consacre ses chants à Mnémosyne, la mère des Muses ; elle comble de dons gracieux le fils de Maïa (...) De vifs désirs de posséder cette lyre sonore se répandent dans le cœur d'Apollon. »

Apollon devient tout à coup plus amical au son de la lyre d'Hermès et il dit à Hermès : 

« Tu viens de me faire entendre des accords tout nouveaux et une voix admirable que jamais aucun homme, aucun habitant de l'Olympe ne peut égaler, je pense (...) d'où te vient cet art ? Quelle Muse peut ainsi dissiper les noirs chagrins ? Quelle est cette harmonie ? J'y trouve réunis toutes les voluptés, le plaisir, l'amour, et le penchant au doux sommeil. Moi-même, compagnon habituel des Muses de l'Olympe, ami des douces chansons, des accents mélodieux de la lyre et des accords des flûtes, moi-même je ne goûtai jamais autant de plaisir en prêtant l'oreille aux refrains que répètent les jeunes gens au sein des repas (...) j'admire quels sons merveilleux tu sais tirer de ta lyre. »

Hermès s'en aperçoit et, malin comme il est, il profite de l'état de grâce d'Apollon et lui dit : 

« Puisque tu souhaites jouer de la lyre, chante, prélude, livre ton cœur à la joie en la recevant de mes mains. Ainsi c'est toi qui me combles de gloire. Chante donc, en t'accompagnant de cet instrument mélodieux qui sait rendre avec justesse toutes les modulations. Heureux et fier, tu la porteras ensuite dans les festins, au milieu des chœurs aimables des danses et des fêtes splendides qui charment la nuit et le jour. Qu'un homme habile en son art interroge cette lyre, de suite elle révèle à son âme mille délicieuses pensées (...) mais si quelque ignorant la touche avec rudesse, elle ne murmure plus que des sons vagues et sourds (...) accepte donc cette lyre, glorieux fils de Zeus, Apollon (...) En disant ses mots, il présente la lyre à Phébus ; celui-ci la reçoit, donne en échange un fouet étincelant et charge Hermès des soins de ses génisses. »

Apollon saisit la lyre, qui devient son attribut : 

« De la main gauche (...) frappe en cadence avec le plectre ; l'instrument résonne en mélodieux accords, et le dieu (Apollon) marie les accents de sa voix aux sons de la lyre (...) sur le sommet neigeux de l'Olympe, ils se réjouissent au son de la lyre, et Zeus joyeux resserre les liens de cette intimité. Depuis ce jour, et maintenant encore, Hermès a toujours aimé le fils de Létô, auquel il avait donné sa lyre. »

#### Variantes mythologiques
La Muse Polymnie passe également pour avoir inventé la lyre. Et la poétesse Sappho aurait inventé le plectre.

### Facture

#### Description d'une lyre à 7 cordes

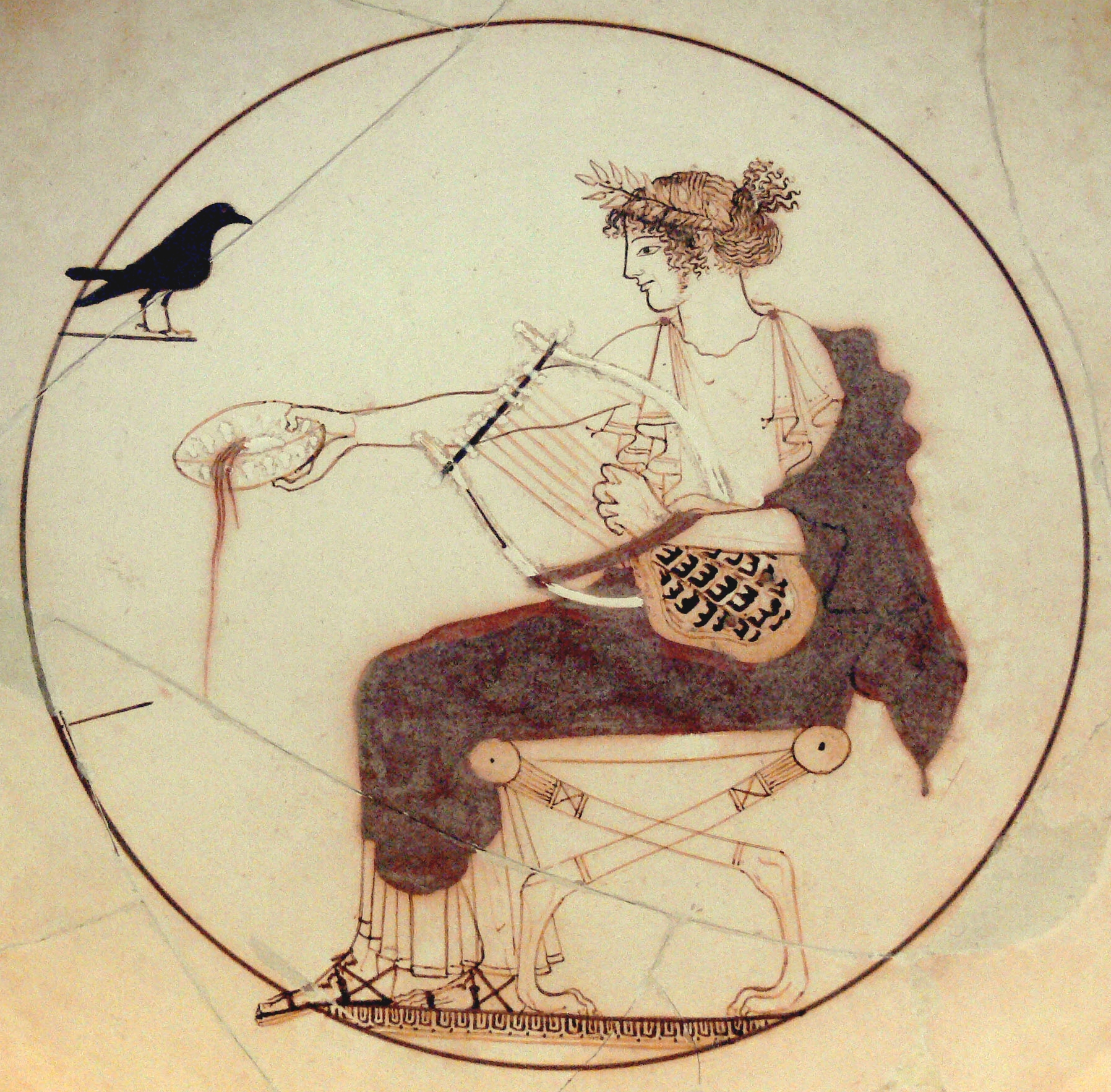
Calice représentant Apollon avec une lyre à 7 cordes, Musée de Delphes ;460 av. J.-C.

La lyre est simple de facture. Les parties essentielles de la lyre sont élaborées avec des matériaux naturels. La caisse de résonance ἠχεîον (êcheion), faite d’une carapace de tortue χέλυς (chelus). Une membrane vibrante en peau de bœuf βοῦς (bous) était tendue sur le côté concave avec de petits piquets. Ce procédé économique est tout à fait dans l'esprit des peuples primitifs. Les meilleurs écailles venaient du mont Pathénion (Argolide). Plus tard, on employa des caisses en bois en forme de carapace. Deux bras, en bois πῆχυς (pêchus) ou en cornes de chèvre sauvage κέρας (keras), étaient reliés par un joug en bois ζυγόν (zugon). Les cordes étaient en boyau χορδή (chordê) / χορδαί (chordai) ou μίτοι (mitoi) « fils », ou en tendon de mouton νεῦρον (neuron) / νευραί (neurai) ou en lin (v. Linos). Elles étaient fixées au chevalet en bois, roseau ou corne (μαγάς) (magas) situé sur la partie inférieure de la caisse pour éviter que les cordes touchent la table d'harmonie. Elles étaient tendues jusqu’au ζυγόν (zugon) où elles étaient attachées, à l'origine, par une lanière de cuir ou de coton, cousue sur la corde et enroulée autour du joug. Plus tard, on y substitua des chevilles de bois, en ivoire ou métal appelées κόλλαβος (kollabos) ou κόλλοπος (kollopos). On tournait la cheville qui entraînait la corde et modifiait la tension et la note, comme pour le violon. Il ne reste rien qui nous renseigne sur la structure du cordier. Cependant une cithare égyptienne montre une plaque creusée de rainures où les cordes s'engagent comme dans un canal. Ensuite on faisait un nœud.

#### Noms des cordes d'une lyre à sept cordes
- « nètè » νήτη (nouvelle note) note la plus aiguë des tétracordes supérieurs à la μέση.
- « paranètè » παρανήτη (à côté de la nouvelle note) note placée au-dessous de la νήτη.
- « paramèsè » παραμέση (l'annulaire).
- « mèsè » μέση (situé au milieu) note centrale. C'est d'ailleurs de là que vient la confusion de nos théoriciens du Moyen Âge qui redécouvraient la musique des Anciens. En se trompant de tonique, ils construisirent un tableau faussé des modes : mixolydien devint hypophrygien ; lydien devint hypolydien ; phrygien devint dorien ; dorien devint phrygien ; hypolydien devint lydien ; hypophrygien devint mixolydien ; seul hypodorien reste lui-même !
- « hypermèse » ancien nom de la note située au-dessous de la μέση.
- « parupatè » παρυπάτη (au-dessus de ὕπατη) degré placé au-dessus de l'ὑπάτη.
- « hypaté » ὕπατη (la plus haute) note la plus grave des tétracordes inférieurs à la μέση, c'est-à-dire la plus grave (et non la plus haute) ! Les Grecs conçoivent leur gamme de l'aigu vers le grave. Pour eux le grave est « au-dessus », ils sont inversés par rapport à notre notion de portée où l'aigu est en haut et le grave en bas !

### Le jeu de la lyre antique

#### La tenue de l'instrument
Le musicien chantait tout en s'accompagnant (κροῦσις) de la main gauche. La main droite tenait le plectre et entrait en action quand la voix se taisait, comme pour un intermède instrumental (ψιλὴ κιθάρισις) dont les Anciens faisaient remonter l'origine à Thamyris ou encore Aristonic d'Argos. Mais on pouvait trouver des interprètes qui n'utilisaient que leurs deux mains, comme Epigonos d'Ambracie.

#### La position du joueur de lyre

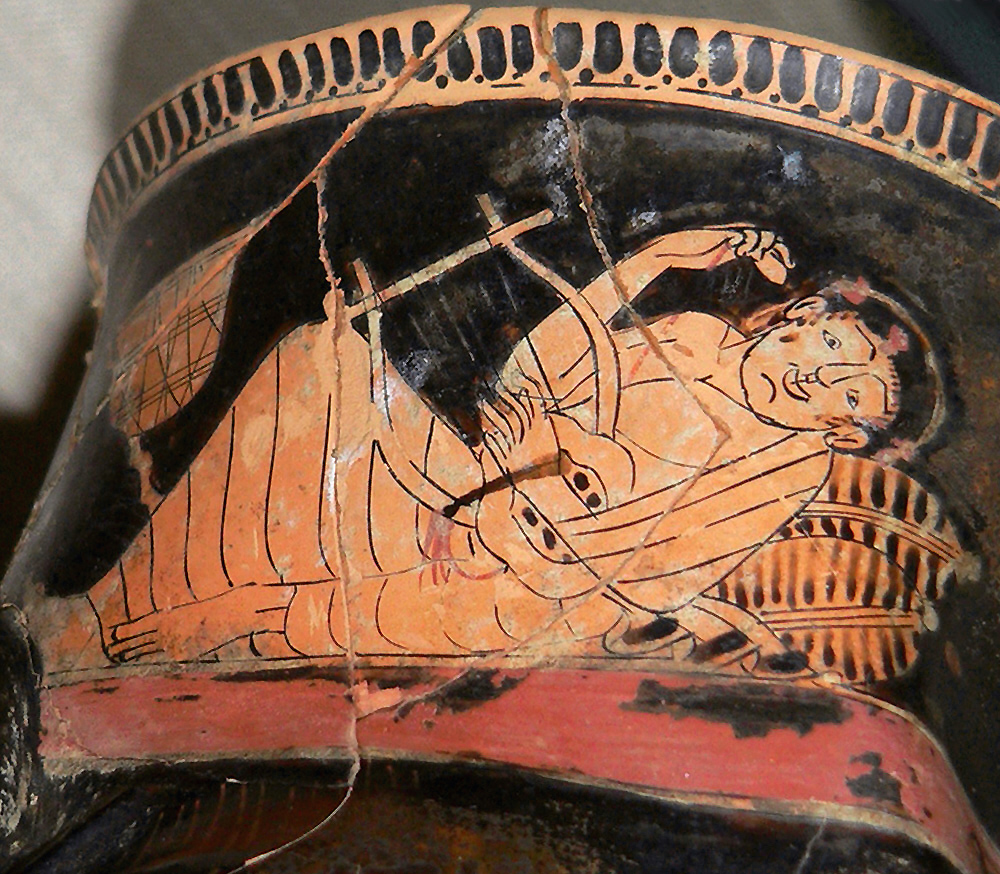
joueur de lyre allongé. Musée départemental J. Carcopino (Aléria).

La lyre était tenue ou calée entre le bras et la main gauche, les cordes étaient pincées avec les doigts de la main droite. Dans le jeu à deux mains, l’exécutant se partageait les cordes : les cordes graves avec la main gauche, les cordes aiguës avec la main droite. Sachant que les cordes de la lyre se présentent à l'inverse du piano (grave à droite et aigu à gauche). L'exécutant est assis, debout ou en marche. Lorsqu'il joue assis, il pose l'instrument sur ses genoux et bat la mesure avec le pied. Lorsqu'il joue debout, il appuie l'instrument sur sa poitrine. On peut aussi en jouer allongé lors du banquet.

#### Accordage de la lyre
Les lyres étaient accordées de façon qu’on puisse bénéficier de plusieurs échelles modales. Les Grecs commençaient par accorder la note médiane : la μέση. Et ils accordaient leur instrument par rapport à cette note. Lorsqu'une modulation n'était pas réalisable, on utilisait trois cithares accordées dans des modes différents. Sur les cithares de 12 et 15 cordes, on pouvait exécuter des mélodies dans des modes variés. Il faut rappeler que les Grecs n'attachaient pas d'importance à la tonalité, comme nous le faisons avec nos gammes, et distinguaient seulement les modes, plus nombreux que ceux de la musique classique européenne. Pour nous, DO majeur se distingue de MI majeur parce que la fréquence de la première note de la gamme détermine une tonalité. Pour les Anciens, ce seraient deux modes identiques, car présentant les mêmes intervalles.

#### La technique de la lyre
La corde la plus grave est à droite (inverse du piano !). Il y a deux façons d'attaquer une note :
- soit la pincer ψαλλειν (avec les doigts),
- soit frapper χρουειν (avec l'aide d'un plectre).

#### Répertoire de la lyre
La lyre était l’instrument à cordes le plus populaire dans l’Antiquité grecque. Son répertoire est très varié : chansons d'amour, chansons à boire, monodies tragiques (Sophocle dans son Thamyris chanta lui-même en s'accompagnant de la cithare), hymne, péan, « nomos » νόμος, prosodie, « èpinikia » ἐπινίκια (chant de victoire), « uporkhèma » ὑπόρχημα (pantomime), solo instrumental (ψιλὴ κιθάρισις), chœur accompagné de la cithare (attribué à Lysandre), duo flûte-cithare (invention attribuée à Epigonos d'Ambracie),… La lyre figurait aussi en bonne place dans les banquets. En raison de sa simplicité, la lyre resta un instrument très populaire.

### L'évolution du nombre de cordes
Le nombre de cordes a été un objet de préoccupation non seulement pour les musicologues modernes, mais aussi pour les Grecs eux-mêmes. Lesquels, pour chaque corde, ont cru devoir avancer un nom d'inventeur au reste variable d'un auteur à l'autre. La majorité des instruments ont entre 6 et 8 cordes.

#### La lyre traditionnelle à 4 ou 7 cordes

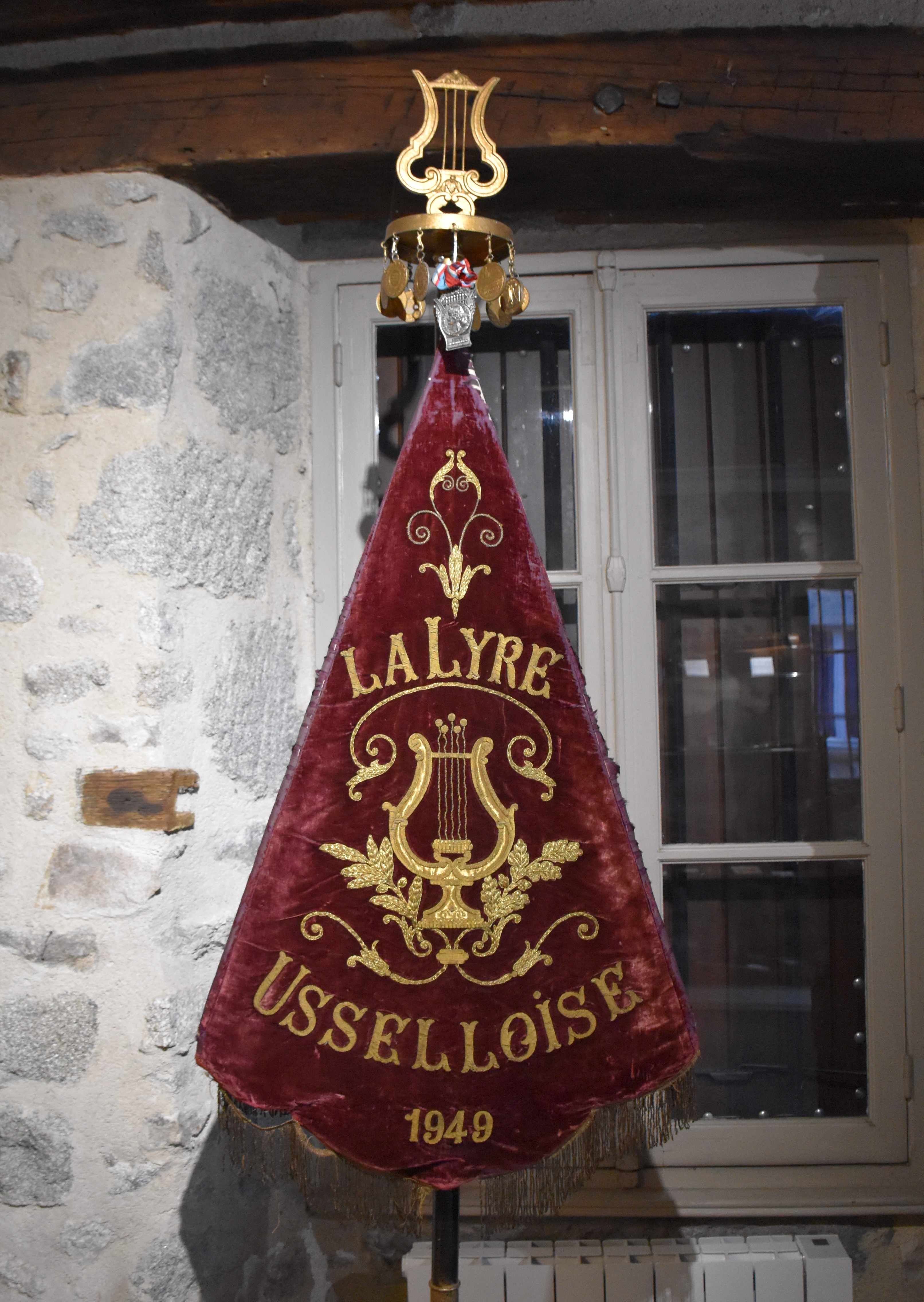
Lyre à 4 cordes sur la bannière d'une harmonie (Musée du pays d'Ussel.)

Le nombre des cordes de la lyre a beaucoup varié dans l'Antiquité. Chaque extension de l'ambitus tient compte d'une virtuosité de plus en plus grande du joueur de lyre. Mais cette évolution ne s'est pas faite sans résistance : on connaît des anecdotes à Sparte ou Argos où l'on faisait retrancher les cordes superfétatoires de la lyre (Terpandre, Phrygnis ou encore Timothée). Certains textes anciens (douteux) font de la lyre primitive une lyre à 3 cordes, puis 4 cordes. Amphion aurait reçu d'Hermès une lyre à 4 cordes et l'aurait améliorée en ajoutant 3 cordes pour faire une lyre à 7 cordes. Selon une autre tradition, Terpandre ajoute trois cordes à la lyre, qui jusque-là n'en avait que quatre. Dans l'un de ses fragments, il s'exclame ainsi :
« Pour te plaire, [ô déesse !] nous renoncerons désormais aux accents de notre lyre tétracorde et ne chanterons plus tes louanges qu'en nous accompagnant des sept cordes de la lyre nouvelle. ».

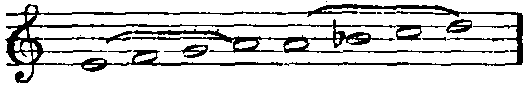
Gamme à 7 cordes de Terpandre

Au temps de Terpandre, la lyre avait sept cordes mais d'inégale grosseur. Ce sont elles qui sont le plus souvent représentées sur les vases antiques. Ce nombre resta longtemps en usage et devint un nombre sacré pour la lyre. Dans les représentations sur céramique, les lyres (cithares, phorminx ou barbitos) ont toujours 4 ou 7 cordes. L'idéalisme en art jugeait futile à l'époque de représenter des lyres autrement (il en va de même avec les tubulures et les viroles du aulos (instrument) αὐλός).
Avec 7 cordes, la lyre utilisait 2 tétracordes (dans l'ambitus d'une octave), dont l'un était forcément défectif (4 + 3 = 7) pour ne pas dépasser le chiffre sacré de 7 cordes !

#### Lyre à 8 cordes
Une huitième corde fit son apparition au VIe siècle av. J.-C., on suppose qu’elle a été ajoutée par Pythagore. Le nombre de cordes de la lyre est finalement très limité (5 à 8 cordes), contrairement à son homologue : la cithare.

### Les variantes de la lyre

#### La lyre dans la poésie

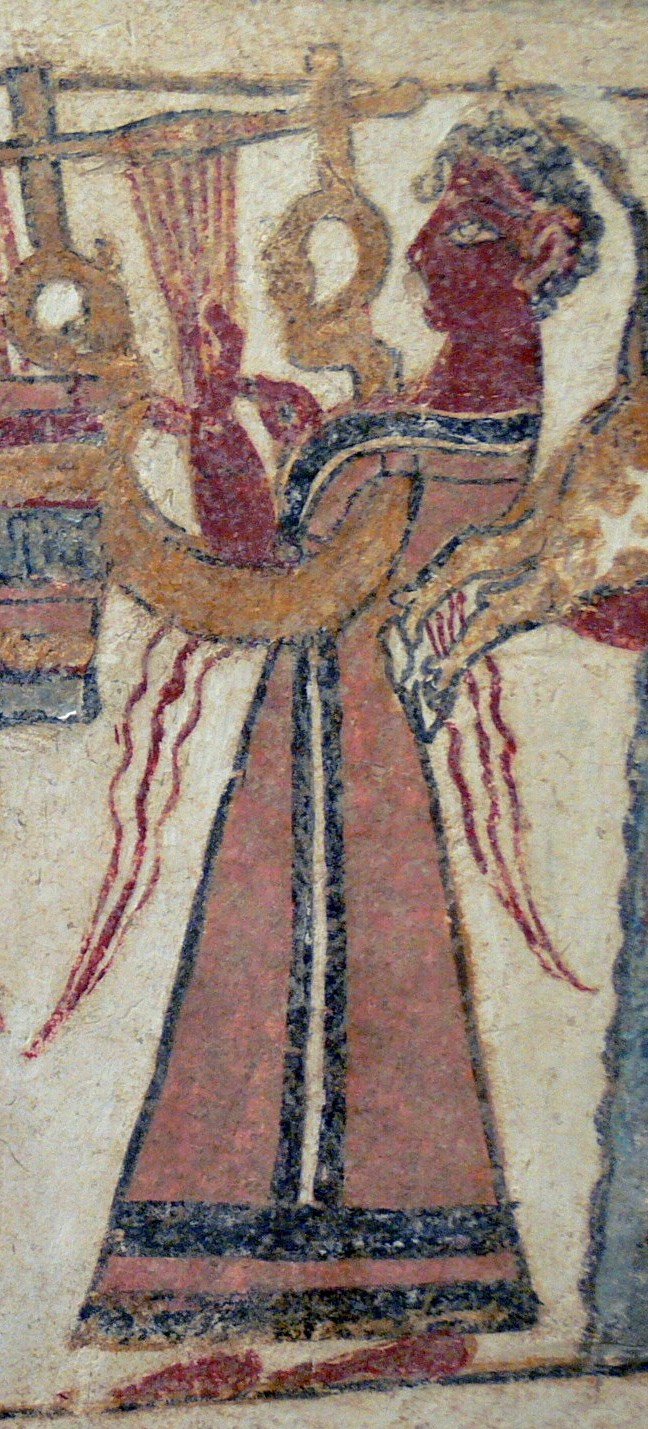
Détail d'une phorminx à 7 cordes du sarcophage d'Aghia Triada, Musée d'Héraklion. 1350 av. J.-C.

À l'époque homérique, la lyre est désignée sous le nom de phorminx φόρμιγξ ou « kitharis » κίθαρις. Pour la κίθαρις, on est tenté de lui attribuer une origine asiatique (par rapport à la sonorité du mot). La ressemblance entre la κίθαρις et la κιθάρα (cithare) a fait supposer que l'instrument homérique était identique à la cithare classique. Mais Aristoxène compare la κίθαρις à la lyre.
Exemple, dans l'Iliade d'Homère, après l'affront d'Agamemnon, Achille s'est vu retiré sa compagne Briséis, Achille s'est retiré sous sa tente où il apaise son chagrin en jouant de la lyre (chant IX, vers 186 à 191) :
ὸν δ' εὗρον φρένα τερπόμενον φόρμιγγι λιγείῃ καλῇ δαιδαλέῃ, ἐπὶ δ' ἀργύρεον ζυγὸν ἦεν, τὴν ἄρετ' ἐξ ἐνάρων πόλιν Ἠετίωνος ὀλέσσας·τῇ ὅ γε θυμὸν ἔτερπεν, ἄειδε δ' ἄρα κλέα ἀνδρῶν. Πάτροκλος δέ οἱ οἶος ἐναντίος ἧστο σιωπῇ, δέγμενος Αἰακίδην ὁπότε λήξειεν ἀείδων
Traduction : Ils (Nestor et Ulysse) le trouvèrent se grisant des sons d'une « phorminx », ouvrage merveilleusement bien réalisé, muni d'un chevalet d'argent, qu'il avait pris sur le butin après le sac de la cité d’Éétion (Thèbe sous le Placos). Il s'en délectait en chantant les exploits des héros. Seul, face à lui, Patrocle écoutait, bouche close, En attendant que l'Éacide eût fini de chanter.
La « lyre harmonieuse » est désignée par les mots φόρμιγγι λιγείῃ.
À l'époque classique, les mots φόρμιγξ (phorminx) ou κίθαρις (kitharis) n'existent que dans la poésie. On trouve encore dans le langage poétique « khélus » χέλυς (tortue). On utilise le mot λύρα (lura) pour désigner l'instrument de musique.

#### Phorminx
La phorminx φόρμιγξ (génitif φόρμιγγος / phormingos) est l'un des plus anciens instruments à cordes des Grecs. Cette lyre primitive aurait été utilisée par les aèdes, qui allaient de place en place chanter l’histoire des héros. Elle avait deux bras en corne et formait un croissant d’un seul tenant. Le joueur de φόρμιγξ s'appelle φορμικτής (phormiktês). La phorminx est une forme archaïque de la lyre, très populaire dans les âges les plus reculés de l'histoire grecque, notamment les siècles obscurs (1200-800 avant notre ère), à savoir l'époque que dépeint les poèmes homériques.

#### Barbitos

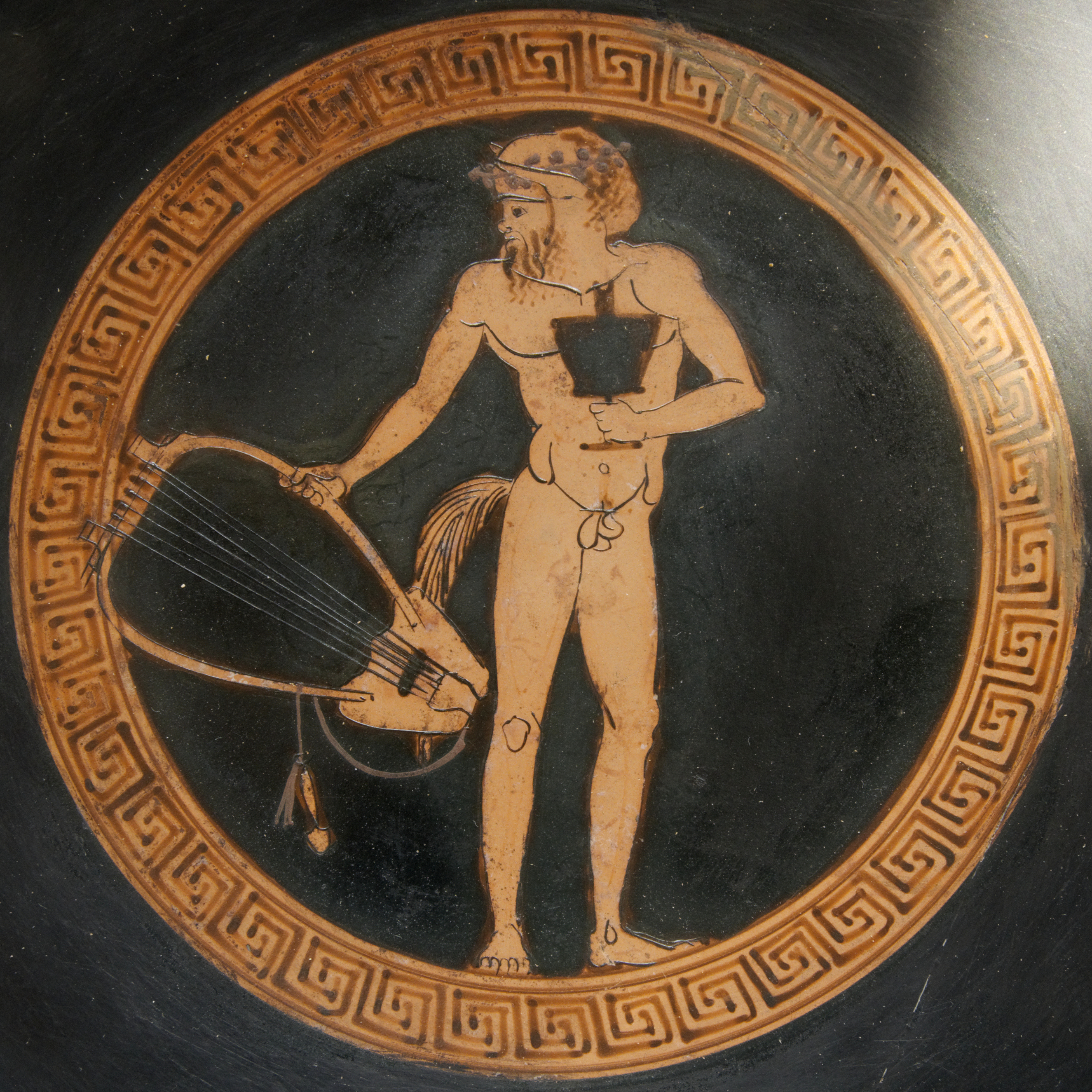
Kylix représentant un silène tenant un barbitos à 7 cordes ; Cabinet des Médailles 450 av. J.-C..

Le barbitos βάρϐιτος est une grande lyre, une variante de la lyre plus étroite et comportant des cordes plus longues, donc avec un diapason plus grave. Il possédait ordinairement sept cordes. Un joueur de βάρϐιτος se nomme βάρϐιτιστής (barbitistês).
L'invention du βάρϐιτος est attribuée à Terpandre. Il est encore l'instrument d'Alcée et Sappho et de la chanson lesbienne. Les courtisanes utilisaient souvent cet instrument, facile d’emploi lors du banquet (chanson de table σκόλιον « skolion »).

#### Autres variantes de la lyre
Il existait une lyre phénicienne appelée « phoïnikion » φοινικιον par Aristote, qui sonnait à l'octave, et appelée « lurophoïnix » λυροφοîνιξ par Athénée.

#### Cithare

##### Présentation de la cithare

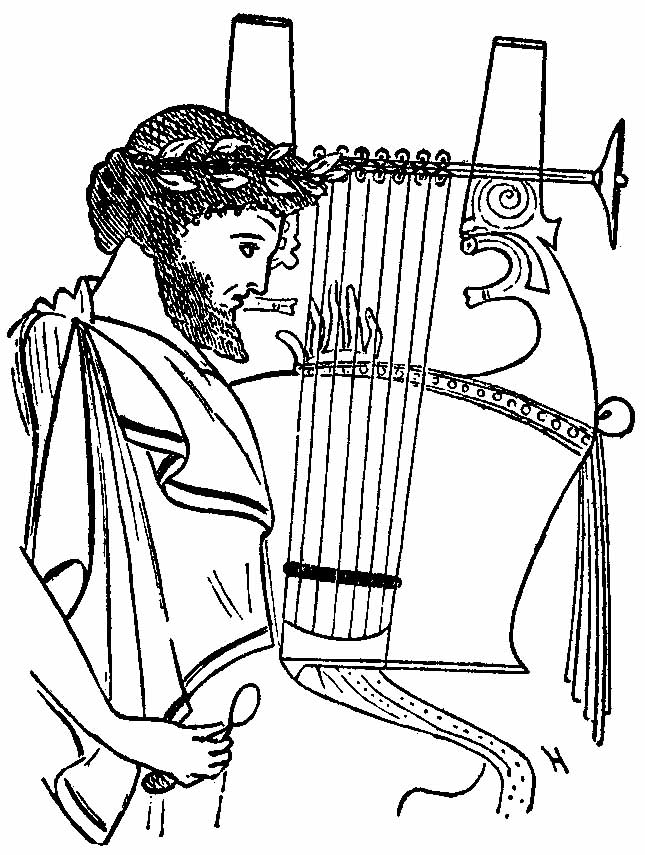
Joueur de cithare

La cithare κιθάρα ou κίθαρις est une sorte de lyre perfectionnée. Mais selon J. Chailley : « Il n'est pas certain (...) que la cithare soit un perfectionnement de la lyre, car son existence est attestée longtemps avant (...) Homère, qui connaît la cithare et son dérivé la phorminx, ne parle jamais de la lyre ; l'archéologie semble aboutir à une conclusion similaire. ». La lyre et la cithare sont étroitement associées au culte d'Apollon, c'est l'instrument le plus répandu en Grèce. La lyre fut toujours l’instrument privilégié des amateurs, la cithare était surtout jouée par des professionnels, notamment lors des concours de musique. Le joueur de cithare seule s'appelle cithariste κιθαριστής ou « psilocithariste » Ψιλοκιθαριστής. Le « citharède » κιθαραοιδός chante en s'accompagnant de la cithare. La « citharodia » κιθαρῳδία est donc le chant accompagné de la cithare. Jouer de la cithare se dit κιθαρίζω.

### Accessoires de la lyre

#### Le plectre

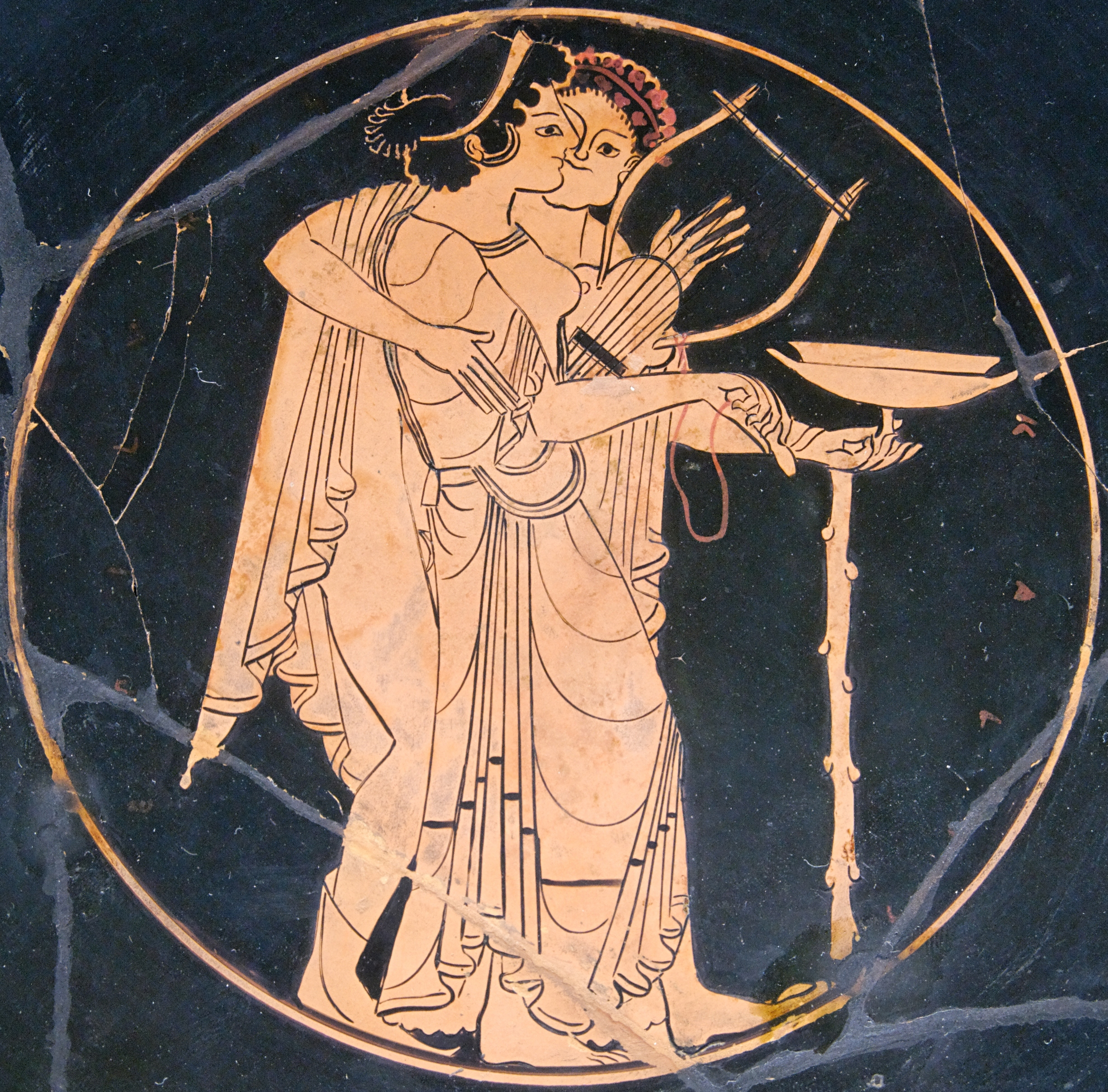
Kylix représentant une musicienne tenant un plectre (main droite), accroché à un cordon. Musée du Louvre ;510 av. J.-C.

Le plectre πλῆκτρον est un objet pour frapper, un plectre, précurseur de l'archet des instruments à cordes. C'est proprement un mot grec, qui, dans son sens primitif, veut dire ce qui sert à frapper (de πλήσσω, frapper), et qui, par suite, dans les deux langues, est employé particulièrement pour désigner un bâton court ou un tuyau de plume qui servait à faire vibrer les cordes d'un instrument, soit en l'insérant entre elles, soit, s'il en était besoin, en le faisant courir d'une corde à l'autre (Cicéron de Nat. D. II, 59). Le plectre est un aiguillon en bois, en corne, en ivoire, en métal et même en pierre précieuse. Son usage était déjà connu par les Égyptiens. Les formes du plectre sont très variées (poisson, fleur, …). Dans tous les cas, le plectre se termine par une dent ou un crochet. Parfois il ressemble à un T ou une flèche. Le plectre est généralement attaché à l'instrument par une cordelette. Il est souvent associé à la cithare (la lyre étant plus volontiers jouée à une ou deux mains).

#### Le baudrier
Le baudrier τελαμών est richement orné et fortement tendu. Le musicien engageait son poignet gauche pour maintenir l'instrument en position verticale, tout en disposant de ses deux mains pour le jeu. Il sert encore à suspendre l'instrument à un clou lorsqu'on n'en joue plus.

#### La couverture et les lacets
Une couverture brodée servait à protéger les cordes très délicates pendant le repos de l'instrument. On la voit souvent pendre de l'instrument. Des lacets servaient à maintenir la couverture de l'instrument au repos. La richesse des motifs sur la couverture témoigne de l'admiration de son auditoire.

#### Autre accessoire
Il existe encore une perche pour cithare, c'est un accessoire pour le transport.

### La lyre antique dans l'éducation

#### La lyre fait partie de l'enseignement scolaire

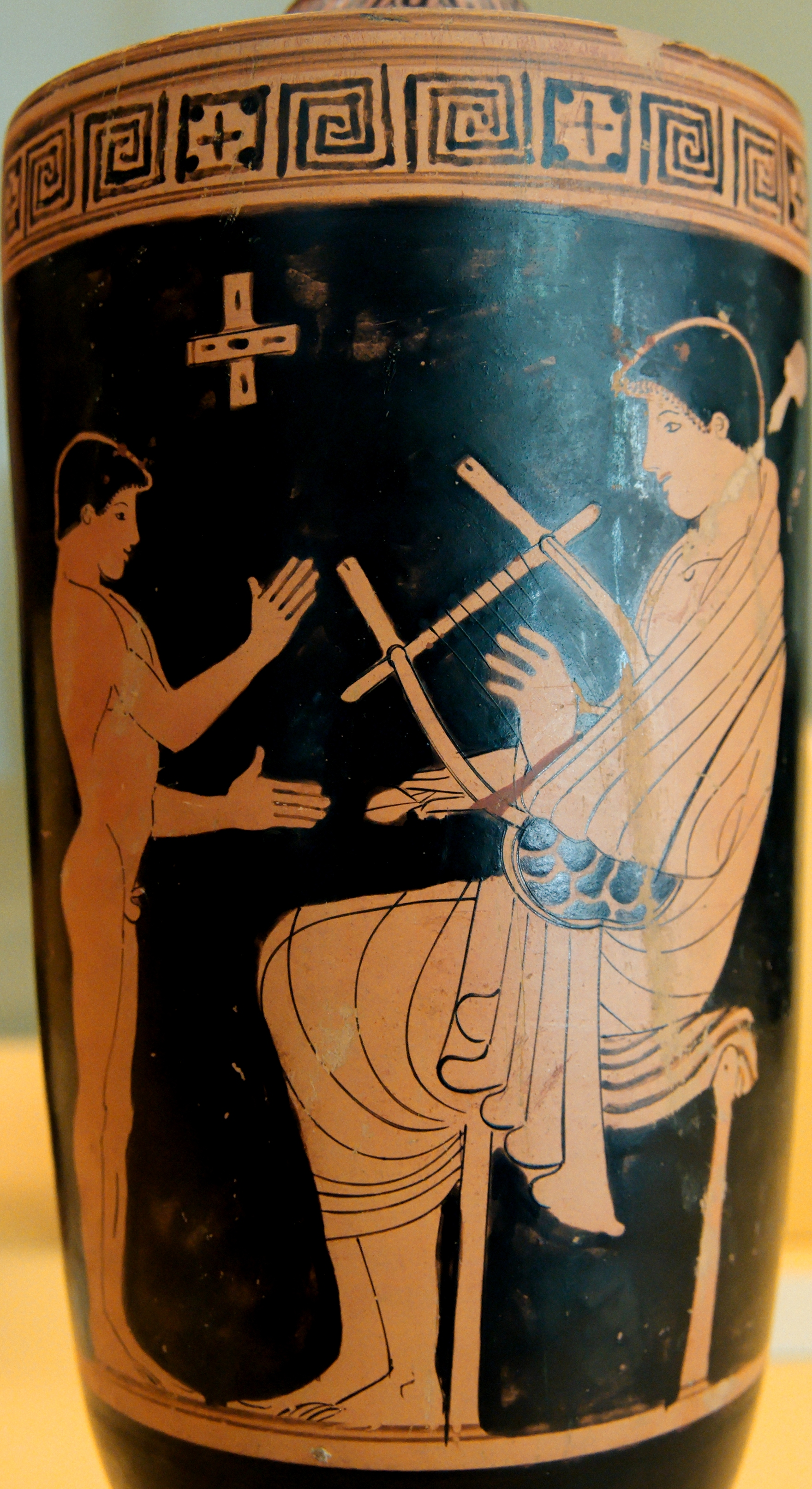
Lécythe attique, 470 av. J.-C. Un garçon rythmant la mélodie avec ses mains et son maître. Musée archéologique national Madrid v. 430 av. J.-C.)

En effet, c’est avec la lyre que les enfants s’initiaient à la musique dès qu’ils avaient appris à lire. Leurs cours se déroulaient chez un cithariste, qui était un professeur de lyre, et non pas de cithare, comme le mot pourrait le laisser croire. De nombreuses poteries représentent des scènes d’école où les enfants tiennent une lyre, assis face à leur maître.

#### La lyre pour corriger les mœurs
Les Grecs voient dans la musique un lien entre l'homme et les dieux, comme dit Jules Combarieu : « Une puissance de charme ἐπῳδή ». Mais cette idée du pouvoir magique du chant a évolué tout en gardant sa force initiale de la tradition. Elle est incorporée à la vie religieuse et politique de la cité. Les philosophes s'en emparent aussi. Enfin les théoriciens cherchent à en expliquer le sens. Si le chant magique donne à l'homme un pouvoir universel, c'est donc que les lois de la musique sont universelles. Or, quel est l'objet de la philosophie sinon la connaissance des lois du monde. Les Anciens ont une musique d'État, réglementée par l'État. La musique est vue comme un moyen de produire certains états d'âme et de sentiments. La musique est perçue comme un outil supérieur de l'éducation, à la vertu. Le mode dorien forme le citoyen idéal et parfait. Pour les Anciens, l'habileté musicale était vue comme inséparable d'une bonne instruction. L'idéal étant Achille qui avait pour maître le centaure Chiron.
« Si la musique, mon cher Glaucon, est la partie principale de l'éducation, n'est-ce pas parce que le rythme et l'harmonie ont au suprême degré la puissance de pénétrer dans l'âme, de s'en emparer, d'y introduire le beau et de la soumettre à son empire » Platon (République, livre III).
Puisque la musique est un moyen de moralisation, et que l'État a pour devoir de veiller au maintien de la morale, il s'ensuit que la musique doit être réglementée par des lois.

### Les concours musicaux ἀγώνες μουσικοι
Aux époques aristocratiques, afin de déployer leurs talents et de se faire rémunérer, les artistes trouvaient de nombreuses occasions, dont les concours musicaux qui étaient la véritable source pour obtenir une réputation (et donc la fortune !).
Les concours étaient aussi considérés comme des compléments indissociables de la plupart des grandes fêtes, nationales ou panhelléniques.

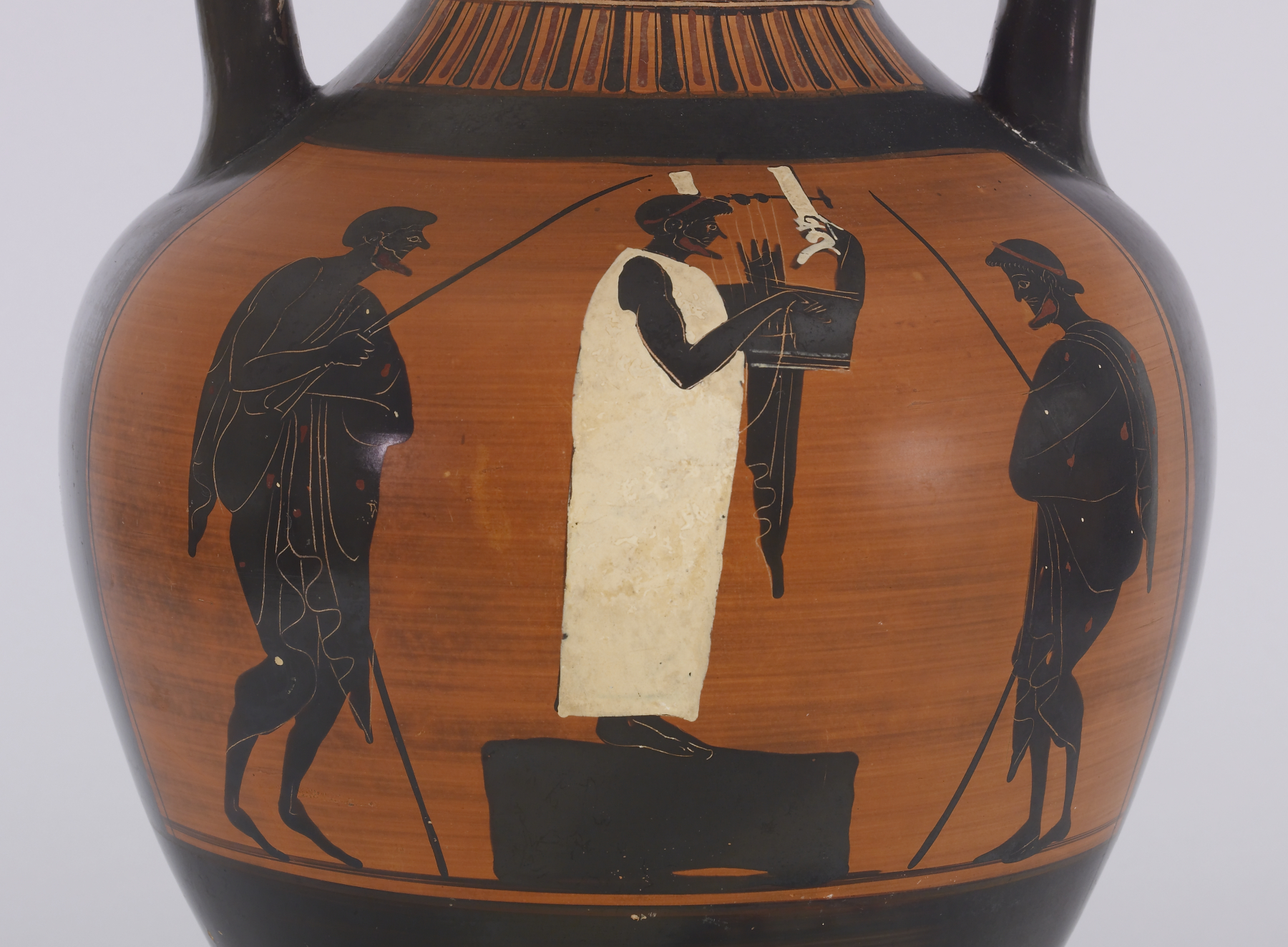
Amphore représentant le concours des Panathénées. un citharède joue de la cithare de concert à 7 cordes sur l'estrade, deux juges l'entourent, une couverture ouvragée pend. Walters Art Museum ;500 av. J.-C.

À l’époque classique, les plus anciens et les plus célèbres sont les Κάρνεια de Lacédémone (à partir de -676), les Pythia de Delphes (-582) et les Παναθήναια d’Athènes où les exercices musicaux n’apparaissent qu’en -450.
Dès les temps les plus anciens, les musiciens amateurs côtoient des musiciens professionnels qui vivent de ce seul salaire. L'aède contemporain d'Homère occupait une position honorée.
En revanche, dans les démocraties des Ve  et IVe siècles av. J.-C., l'artiste est en butte aux préjugés. Le cithariste ambulant est en bas de l'échelle sociale. Cependant un musicien de talent hors norme était bien rétribué et cumulait en général avec une fonction de compositeur et d'instructeur, comme Sacadas d'Argos, Pindare ou Bacchylide.
Il y a aussi une différence entre κιθαραοιδός et αὐλητήρ. Ces derniers souffrirent du discrédit qui s'attachait à l'origine étrangère et servile des premiers maîtres de l'aulos. Au Ve siècle av. J.-C., Pratinas remet durement à leur place les αὐλητήρ qui veulent prendre le pas sur le chœur. À partir du IVe siècle av. J.-C., les préjugés s'atténuent et à l'époque hellénistique, ils ont disparu. On vit alors des αὐλητήρ virtuoses atteindre la consécration, la richesse et les honneurs publics réservés habituellement aux chefs d'État. Au IIIe siècle, un κιθαραοιδός se fait payer un talent (36 kg d'argent métal) par concert. On vit Vespasien payer 200 000 sesterces pour un concert à deux citharistes.

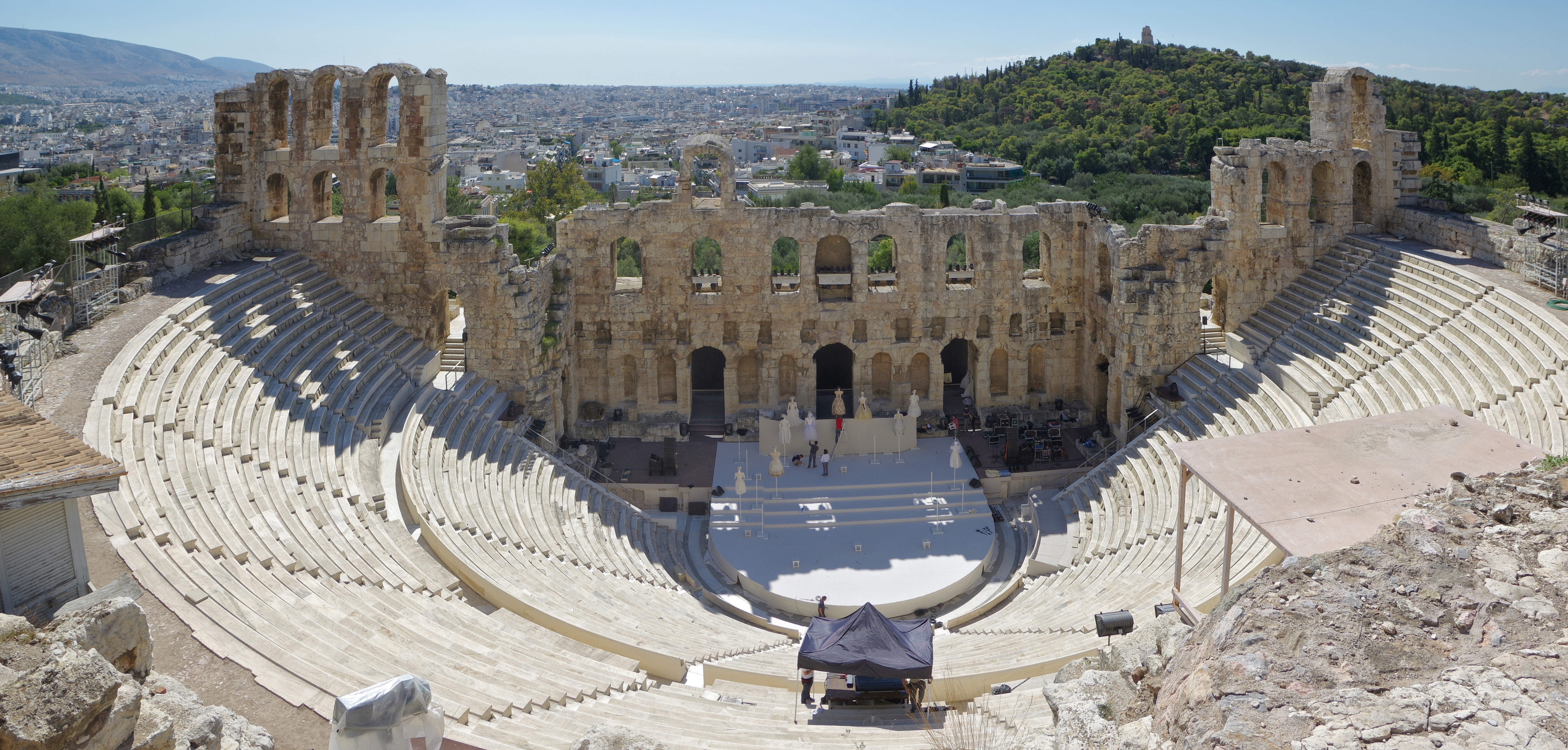
Odéon d'Athènes

Mais à l'époque classique, les prix décernés aux concours musicaux sont parfois purement honorifiques ou en argent. À partir du IVe siècle av. J.-C. se multiplient les théâtres en pierre et c'est là qu'ont lieu les épreuves. Les musiciens virtuoses évoluent dans l'orchestre, tandis que leurs collègues acteurs se tiennent sur scène. Ils fraternisent souvent puisqu'ils appartiennent à la même corporation. Vers -300, ils s'organisent même en syndicats pour défendre leurs intérêts économiques et professionnels. Un syndicat comprend acteurs, musiciens, poètes, compositeurs, décorateurs et costumiers. À l'époque hellénistique, on comptait une dizaine de fédérations de syndicats.
Suivant la notoriété du concours, les lauréats bénéficiaient de la reconnaissance de tout le pays. La possibilité d’obtenir un cachet, de former quelques élèves, de donner de petits concerts se négociait à la fin du concours. Il était assez mémorable de se faire signer une dédicace, d’autant plus qu’à l’heure actuelle, c’est ce qui permet aux chercheurs de retrouver ces traces et de définir s’il s’agissait de musiciens professionnels ou non, quels concours étaient les plus importants, etc. Des noms de grands lauréats ont été retrouvés, ce qui était extrêmement rare.
Les écoles publiques dispensaient l'enseignement musical élémentaire, l'artiste terminait par une formation collective auprès d'un maître réputé. Le prix de la leçon se mesurait à la célébrité du maître. Timothée demandait le double aux élèves ayant été commencés par un autre professeur. Au IVe siècle av. J.-C., apparaissent des écoles d'enseignement théorique et d'esthétique musicale. Le plus célèbre des ἁρμονικός (théoricien d'harmonie) fut Aristoxène. Les virtuoses rivalisaient dans les concours en chantant avec une voix νητοειδής, c’est-à-dire une voix de ténor (en opposition avec la voix μεσοειδής du baryton et ὑπατοειδής de la basse), des mélodies écrites dans un registre élevé. Aristote confirme que rares étaient ceux qui pouvaient le faire.
Dans la période classique, les femmes étaient rarement admises aux exécutions musicales publiques (voire interdites aux femmes). Il est à noter que deux femmes ont participé aux concours en citharodie. À Sparte, la femme jouissait d’une liberté supérieure à celle des autres villes grecques et de leurs chœurs féminins. À Athènes, ce sont les chœurs d’hommes ou d’enfants qui se disputaient la palme ; les voix viriles dominaient.
À l’époque hellénistique, le nombre de concours est grandissant car les concerts ou récitals viennent se greffer. Ils sont tantôt payants, tantôt gratuits, offerts aux citoyens par la cité ou par un généreux mécène. Ils ont lieu la plupart du temps dans les temples et les théâtres.

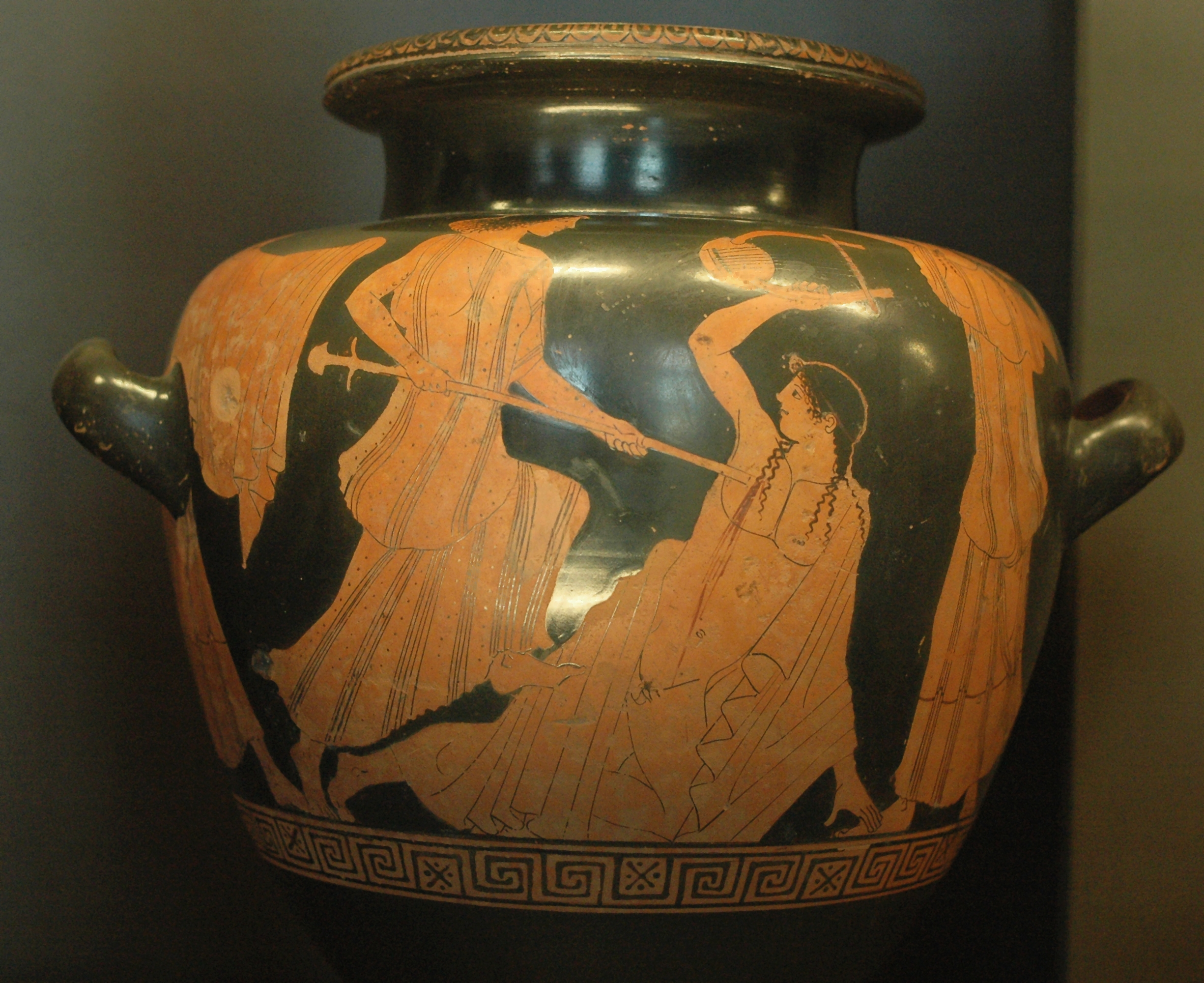
Stamnos représentant la mort d'Orphée, tué par les Ménades. 470 av. J.-C. Musée du Louvre.

#### Les joueurs de lyre
Les joueurs de lyre sont à la fois compositeurs et exécutants. Ils ont joui d'une grande faveur durant 12 siècles, du VIIIe siècle av. J.-C. au IVe siècle de notre ère. Le dernier κιθαραοιδός connu est envoyé par Théodoric à la cour du roi Clovis. Ensuite c'est la harpe barbare, βάρϐαρος, qui jouit de l'engouement du public et qui l'emporte sur la lyre hellénique.

#### La tradition de la lyre
La lyre est l'organe de l'« éthos » ἦθος (caractère moral attribué à certaines harmonies ou à certains rythmes) et s'oppose à l'aulos (caractère du culte dionysiaque et organe du pathos πάθος, ce qu'on éprouve en bien ou en mal). Les instruments prépondérants de la Grèce antique résident dans la lyre, la cithare et l’aulos. Ils sont révélateurs de deux civilisations menant une lutte impitoyable : l’une nomade et pastorale dont le symbole est la lyre faite de matière animale (carapace de tortue, corne de chèvre, boyaux de mouton et peau de bœuf) associée au culte d’Apollon, l’autre sédentaire et agricole s’exprimant par l’instrument végétal, l’aulos de roseau, lié au culte de Dionysos. Il existe naturellement d’autres instruments, mais les Grecs n'ont jamais eu de goût pour la musique bruyante. Leurs instruments sont très pauvres par leur puissance. Aujourd’hui la lyre est très peu utilisée. Elle a même été oubliée pendant plus d'un millénaire et l'art de la lyre (λυρικός) transmis de génération en génération, a donc été interrompu.

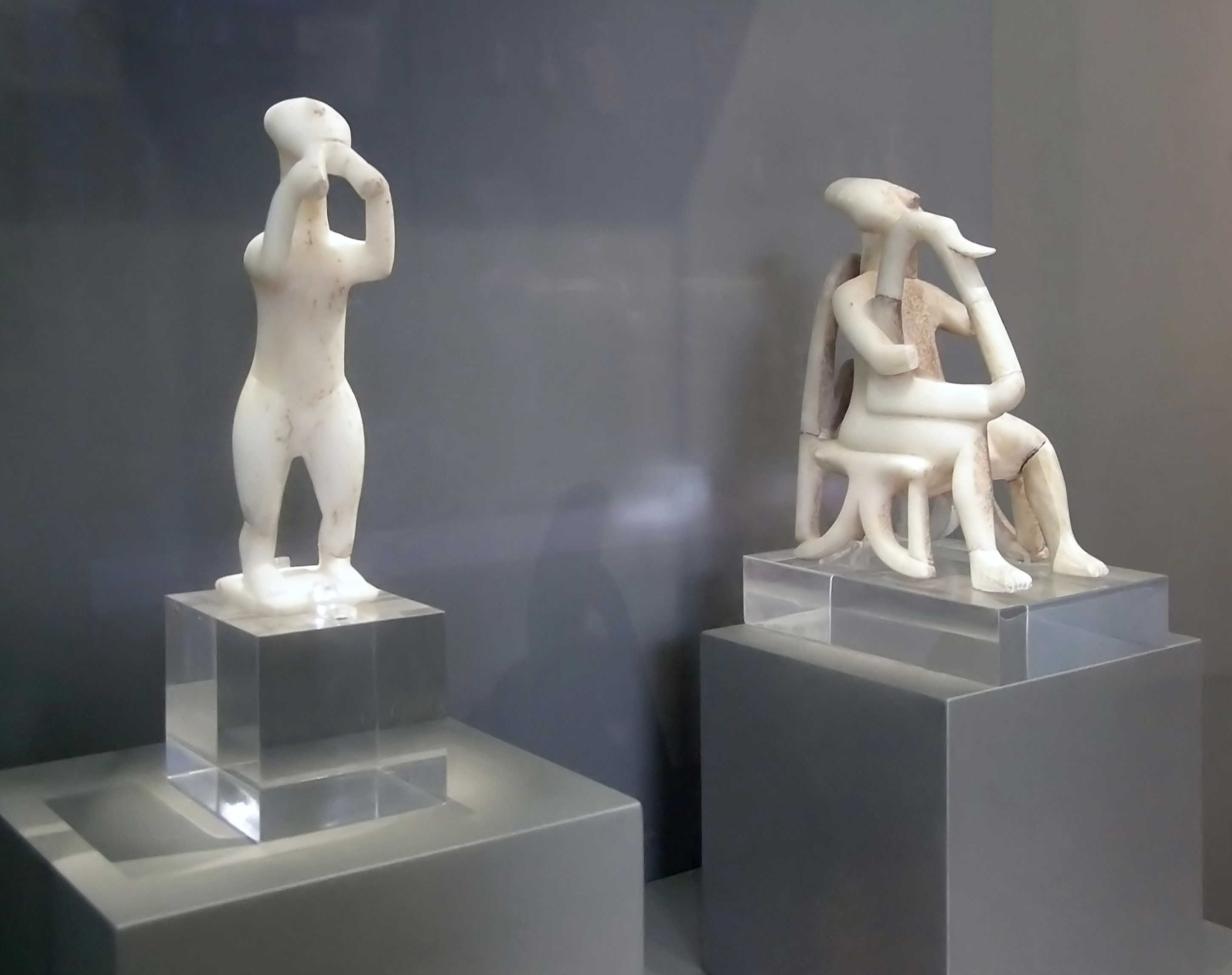
Idoles en marbre de Kéros (aulos et harpe) - IIe millénaire av. J.-C. Musée archéologique national d'Athènes.

Il faut rappeler que la lyre était déjà connue des Sumériens bien avant les Grecs. La musique sumérienne fut la première à se développer par écrit dès le quatrième millénaire avant notre ère. On a retrouvé des tablettes cunéiformes expliquant une méthode d'accord de la lyre-cithare à neuf cordes, permettant d'établir une théorie de la gamme babylonienne. Les spécialistes y voient une échelle diatonique de 7 sons.
Quant aux Grecs, ils connaissaient déjà la harpe, comme en témoignent les marbres de Kéros et la brillante civilisation cycladique. Mais il semble qu'il n'y ait pas de trace de la lyre avant la civilisation minoenne, en Grèce. Le mot λύρα lui-même n'a pas d'étymologie et semble donc indiquer une origine étrangère.

## Lyres du monde

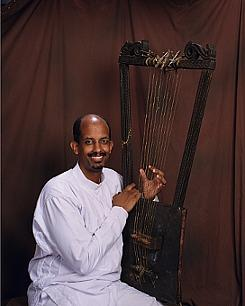
Begena

On rencontre surtout les lyres en Afrique de l'Est (Éthiopie, Somalie, Tanzanie, Ouganda, Djibouti, Kenya, Soudan, Égypte) et en Asie, dans la péninsule arabique (Yémen, Arabie Saoudite, Oman, Jordanie, Irak, Israël). Elles y accompagnent le chant lors de rituels de possession, de méditations ou de prières. Elles se prêtent aussi à des musiques à danser plus modernes désormais, autour du canal de Suez.
Les lyres européennes (Finlande, Norvège, Royaume-Uni, Grèce, Estonie) se font plutôt rares et sont parfois jouées à l'archet. Mais il existe en Grèce un regain d'intérêt pour cet instrument qui rappelle le passé de ce pays et qui possède une certaine aura mystique et mythologique. On peut citer comme exemple d'utilisation actuelle des groupes comme Daemonia Nymphe (label Prikosnovenie) ou Ifaistos.
Leur table d'harmonie est très souvent en membrane animale, tandis que leur caisse de résonance peut être en bois ou en carapace animale. On lui prête les dimensions moyennes suivantes :
- Longueur totale : 74 cm
- Longueur de la corde vibrante : 55 cm
- Largeur de la caisse : 24 cm
- Épaisseur de la caisse : 5 cm

On continue à en jouer en égrenant les cordes avec les doigts.

## Accessoire

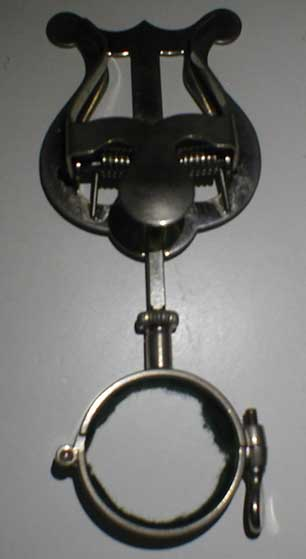
Lyre de clarinette

Sur les instruments joués en extérieur, en particulier les instruments dits d'harmonie-fanfare, on dispose d'un support de partitions appelé aussi lyre ; il s'agit d'une pince dont le fond plat est une plaque en forme de lyre. La liaison avec l'instrument diffère : rapportée sur la clarinette, elle est prévue fixe sur certains saxophones et sur les cuivres ; pour les flûtes traversières il s'agit d'une sangle serrée sur l'avant bras gauche. La lyre reste cependant un accessoire non fourni lors de l'achat d'un instrument.